# Répertoire du quintette de cuivres
Le répertoire du quintette de cuivres réunit l'ensemble des œuvres musicales utilisées par cette formation (compositions originales, transcriptions...). Il existe des écrits montrant l'emploi de cuivres en musique instrumentale pour des cérémonies et des banquets à l'antiquité et également à l'époque médiévale (trompettes et trombones). Autour des années 1830, la facture instrumentale des cuivres progresse avec l'invention du piston (1818) par Heinrich Stölzel, l'homogénéité des registres s'améliore et l'orchestration des cuivres est travaillée par Jean Bellon (12 quintettes, 1850) et par Hector Berlioz. En dehors d'un effort concerté pour commander de nouvelles œuvres pour quintette de cuivres depuis 1967, la majeure partie du répertoire de tout quintette de cuivres est constituée d'arrangements de musique préexistante. Les quatre quintettes pour cuivres (1912) de Victor Ewald sont parmi les premières tentatives notables d'établir un répertoire pour cette formation, bien qu'ils ne soient pas à la hauteur du répertoire typique pour quatuor à cordes de la même époque et des époques précédentes. Les quintettes de cuivres de Chicago et de New York ont déployé des efforts soutenus pour commander de nouvelles œuvres, et une grande partie du répertoire original pour quintette de cuivres du milieu du XXe siècle découle de leur travail novateur. Dans les années 1960, l'American Brass Quintet et le New York Brass Quintet ont repris le flambeau de la création d'un répertoire pour quintette de cuivres, les deux formations établissant essentiellement le quintette de cuivres dans le domaine de la musique de chambre. Il est à noter que seuls deux quintettes de cuivres ont reçu le prix de musique de chambre Walter W. Naumburg, considéré par beaucoup comme la plus haute distinction dans le domaine de la musique de chambre pour cuivres : L'Empire Brass Quintet en 1976 et le Saturday Brass Quintet en 1990. Mais c'est le Canadian Brass qui a développé une approche pragmatique du répertoire permettant à cette formation d'atteindre un public plus large. Ils ont développé une approche à deux volets de la performance, en développant une approche sur une base de chef-d'œuvre du répertoire qui a popularisé le quintette de cuivres en tant qu'ensemble dans ce qui était essentiellement un ensemble "pops". Entre-temps, l'ensemble a poursuivi un programme agressif de commandes sur 45 ans. Bien que cet ensemble soit rarement reconnu pour ses réalisations dans la sphère contemporaine, il a créé plus d'une centaine d'œuvres nouvellement composées pour quintette de cuivres, même si peu de compositions originales commandées par le Canadian Brass ont été intégrées au répertoire d'autres quintettes de cuivres.
Il est généralement admis parmi les musiciens de cuivres que le tuba est le choix dominant pour les quintettes de cuivres, avec la possibilité de jouer des instruments plus petits tels que le trombone basse ou le baryton pour certains répertoires tels que la Renaissance. L'American Brass Quintet (en) a toujours utilisé le trombone basse au lieu du tuba, et ses nombreuses interprétations ont validé l'utilisation de cette instrumentation. Il n'est pas rare que les compositeurs écrivent des parties interchangeables pour le tuba et le trombone basse afin de permettre aux deux types de quintettes d'interpréter leurs œuvres.
Parmi les œuvres dédiées à cette formation par les compositeurs contemporains, on relèvera Relais de Gilbert Amy, et Stanze de Pascal Dusapin.

## Répertoire du quintette de cuivres
- Bruce Adolphe, Triskelion[3]
- Albert Ahlstrom, Treelight
- Efraín Amaya Brass Quintet[4]
- Gilbert Amy, Relais[5]
- Malcolm Arnold, Quintette pour cuivres, op. 73[6]
- Alexander Arutiunian, Armenian Scenes (Scènes arméniennes)
- Daniel Asia, Quintette de cuivres
- Milton Babbitt, Contreparties[7]
- Jan Bach, Laudes[8]
- Jan Bach, Rondes et danses
- Jan Bach, Triptyque[9]
- Jason Bahr, Divergence[10]
- Jason Bahr, Eagle Fanfare
- Drew Baker, Kiln pour quintette de cuivres et piano
- Leonardo Balada, Mosaïques[11]
- Stephen Barber, Multiples Points on View of a Fanfare
- Stephen Barber, Gone Is the River
- Edward Barnes, Variations pour quintette à cuivres
- Samuel Baron, Impressions d'une parade[12]
- Irwin Bazelon, Brass Quintet[13]
- Robert Beaser, Brass Quintet[14]
- Jean Bellon, 12 quintettes pour instruments de cuivres (1850)
- Robert Russell Bennett, Arabesque
- Luciano Berio, Call[15]
- Lauren Bernofsky, "The Duxbury Fanfare"[16]
- Lauren Bernofsky, "Fanfare"[17]
- Lauren Bernofsky, "Musica Solaris"[18]
- Lauren Bernofsky, Passacaglia[19]
- Lauren Bernofsky, Suite for Brass Quintet[20]
- Leonard Bernstein, Dance Suite pour quintette de cuivres (en)[21]
- Larry Bitensky, For Then and Now pour quintette de cuivres
- William Bolcom, Quintette
- Derek Bourgeois, Sonate pour quintette de cuivres[22]
- Darijan Božič, Kriki (Les cris)[23]
- Eugène Bozza, Bis
- Eugène Bozza, Sonatine pour 2 trompettes en ut, 1 cor, 1 trombone et 1 tuba[24].
- Henry Brant, Le quatrième millénaire
- Alvin Brehm, Quintet for Brass[25]
- Timothy Broege, Quintette pour cuivres no 2
- Howard J. Buss, Concord, Chromatic Fantasy, Sonic Fables (quintette de cuivres et une percussion), Sonata K.380/Scarlatti,D., Tribute to Stephen Foster
- Morley Calvert, An Occasional Suite[26]
- Morley Calvert, Suite from the Monteregian Hills[27]
- Elliott Carter, Quintette de cuivres
- Elliott Carter, A Fantasy about Purcell's "Fantasia upon One Note"[28]
- Robert Chastain, Quintette pour instruments à cuivres
- John Cheetham, Brass Menagerie[29]
- John Cheetham, Scherzo[30]
- Christopher Coletti, Bach's Bells
- Jack Cooper, Scenes for Brass[31]
- Louis Coyner, Eolith No. 4 pour quintette de cuivres
- Georges Delerue, Vitrail[32],[33], dédié au Quintette de cuivres de l’Orchestre National de France.
- Carl Della Peruti, Sounding for Brass Quintet[34]
- Robert Dennis, Blackbird Variations[35]
- Anthony DiLorenzo, Fire Dance[36]
- Kathleen Ditmer, Tonqueues
- Lucia Dlugoszewski, Angels of the Inmost Heaven[37]
- Jacob Druckman, Other Voices[38]
- Jack Curtis Dubowsky, Brass Quintet No. 1[39]
- Jack Curtis Dubowsky, Due North[40]
- Amy Dunker, Convocation Fanfare
- Pascal Dusapin, Stanze
- Jack End, 3 Salutations[41]
- Donald Erb (de), Three Pieces for Brass Quintet[42]
- Donald Erb, The St. Valentine's Day Brass Quintet[43]
- Alvin Etler, Quintet[44]
- Alvin Etler, Sonic Sequence[45]
- Victor Ewald, Quintette no 1 en si bémol mineur (opus 5)[46]
- Victor Ewald, Quintette no 2 en mi bémol majeur (opus 6)'[47]
- Victor Ewald, Quintette no 3 en ré bémol majeur (opus 7)[48]
- Victor Ewald, Quintette no 4 en la bémol majeur (opus 8)[49]
- Eric Ewazen, Colchester Fantasy[50]
- Eric Ewazen, Frost Fire[51]
- Eric Ewazen, Western Fanfare[52]
- Brian Felder, Canzone XXXI
- Brian Fennelly, Brass Quintet No. 3 (Velvet and Spice)[53]
- Brian Fennelly, Locking Horns-Brass Quintet No. 2[54]
- Brian Fennelly, Prelude And Elegy For Brass Quintet[55]
- Myron Fink, A Suite of Antiques
- Jason Forsythe, Sanctity
- Malcolm Forsyth, Golyardes' Grounde
- Lukas Foss, Night Music pour John Lennon In Memory of December 8, 1980, pour quintette de cuivres et orchestre[56]
- Sean Friar, Kindly Reply pour quintette de cuivres (2016)[57].
- Kenneth Fuchs, Feu, glace et bronze d'été[58]
- Jack Gallagher, Toccata pour quintette de cuivres[59]
- Jack Gallagher, Celebration and Reflection[60]
- Elliot Goldenthal, Brass Quintet No. 2[61]
- Daniel Grabois, Zen Monkey[62]
- Edward Gregson, Quintette pour cuivres
- Yalil Guerra, Carnaval pour quintette de cuivres
- Edmund Haines, Toccata
- John Halle, Softshoe[63]
- Piers Hellawell, Sound Carvings from the Bell Foundry (Sculptures sonores de la fonderie de cloches)
- Howard Hersh, "Tag !"
- Anders Hillborg, Brass Quintet[64]
- Edward Hirschman, Four Bridges
- Alun Hoddinott, Ritornelli 2[65]
- Vagn Holmboe, Quintet No 1, Op. 79[66]
- Vagn Holmboe, Quintet No 2, Op. 136[67]
- Eres Holz, Vier Schatten
- Joseph Horovitz, Music Hall Suite[68]
- Eric Hudes, Pentaptych[69]
- John Huggler, Quintet[70]
- Jason Huffman, Christmas Tree
- Karel Husa, Divertimento pour quintette de cuivres[71]
- Karel Husa, Landscapes[72]
- Stephen Jablonsky, Streets of Laredo (2018)
- Stephen Jablonsky, Danny Boy (2019)
- Stephen Jablonsky, Memorial Day (2019)
- Edward Jacobs, Passed Time
- David A. Jaffe, Descente à Flatland
- Phillip Johnston, La Belle au bois dormant
- Collier Jones, Four Movements for Five Brass[73]
- Michael Kamen, Quintet[74]
- Jan Koetsier, Brass Quintet, Opus 65
- Sonny Kompanek, Killer Tango[75]
- Peter Korn, Prelude and Scherzo[76]
- Pablo Kunik, "Locura" Opus 11 pour quintette à cuivres (2022)
- Kyle Lane, Sonate pour quintette à cuivres
- Michel Leclerc, Par monts et par vaux[77]
- Tania León, Saoko[78]
- Edwin London, Brass Quintet[79]
- Raymond Luedeke, Brass Quintet - Complexities and Contradictions[80]
- Witold Lutoslawski, Fanfare for CUBE[81]
- Witold Lutoslawski, Mini Overture[82]
- Peter Machajdík Arching Sentiments pour quintette de cuivres[83]
- Frederik Magle, Intermezzo pour quintette à cuivres
- Frederik Magle, Lys på din vej (Lumière sur ton chemin) pour quintette de cuivres et orgue.
- David Maslanka, Arise![84]
- Grace-Evangeline Mason, Comme du bronze[85]
- Ludwig Maurer, Four Songs for Brass[86]
- Ludwig Maurer, Twelve Little Pieces for Brass Quintet[87]
- Spiros Mazis, Quintette de cuivres no 1
- Francis McBeth, Four Frescos[88]
- Kevin McKee, Escape[89]
- Kevin McKee, Vuelta del Fuego[90]
- John Melby, 91 Plus 5 pour quintette de cuivres et ordinateur[91]
- Jerome Moross, Sonatina for Brass Quintet[92]
- Robert Nagel, This Old Man March[93]
- Lior Navok, Gitz & Spitz Suite
- Clint Needham, Abstract Mosaics[94]
- Per Nørgård, Vision[95]
- Leroy Osmon, "Introduction et Allegro"
- Hermeto Pascoal, Timbrando
- Robert Paterson, Dash[96]
- Robert Paterson, Shine[97]
- Vincent Persichetti, Parable for Brass Quintet[98]
- Tom Pierson, Brass Quintet[99]
- Anthony Plog, 4 Sketches for Brass Quintet (Quintet #1)[100]
- Anthony Plog, Mini-Suite for Brass Quintet[101]
- Anthony Plog, Mosaics for Brass Quintet (Quintet No. 2)[102]
- Anthony Plog, Animal Ditties VII for Brass Quintet[103]
- André Previn, Quatre sorties pour cuivres
- Howard Quilling, Quatre pièces pour cinq cuivres
- Belinda Reynolds, Weave
- Verne Reynolds, Suite[104]
- Peter Robles, Transcendent Tones, Fractured Forms (tons transcendants, formes fracturées)
- Ned Rorem, Diversions[105]
- Steven Christopher Sacco, Quintet for Brass[106]
- David Sampson, Distant Voices[107]
- David Sampson, Entrance
- David Sampson, Morning Music[108]
- David Sampson, Strata (à l'origine Quintet 99)[109]
- Peter Schickele, Hornsmoke : a horse opera[110]
- Adam Schoenberg, Reflecting Light[111]
- William Schmidt, Variations on a Negro Folksong[112]
- William Schuman, American Hymn : variations on an original melody[113]
- Elliott Schwartz, Three Movements[114]
- Ralph Shapey, Brass Quintet[115]
- Ralph Shapey, Fanfares[116]
- Alexander Shchetynsky (en), On the Eve
- Faye-Ellen Silverman, Kalends[117]
- Faye-Ellen Silverman, Quantum Quintet[118]
- Reynold Simpson, Quintette de cuivres
- David Snow, Dance Movements[119]
- Juan María Solare, Héros d'un royaume oublié
- Juan María Solare, Runes manuscrites
- Juan María Solare, Affirmation
- Juan María Solare, Hymne à l'engagement
- Andrew Sorg, "Troubles mentaux
- Andrew Sorg, Voices In Da Fan (Voix dans l'éventail)
- Andrew Sorg, Prélude et fugue en mi mineur
- Andrew Sorg, Existential Crisis (Crise existentielle)
- Robert Starer, Evanescence[120]
- Raymond Stewart, OK Chorale
- William Susman, The Heavens Above
- Elias Tannenbaum, Patterns and Improvisations for BQ and Tape (Motifs et improvisations pour QB et bande)
- Elias Tannenbaum, Structures
- Michael Tilson Thomas, Street Song[121]
- Virgil Thomson, Family Portrait[122]
- Bramwell Tovey, Manhattan Music, pour quintette de cuivres et orchestre ou ensemble à vent
- Bramwell Tovey, Santa Barbara Sonata[123]
- George Tsontakis, Brass Quintet
- George Tsontakis, Hansel
- Joseph Turrin, Fanfare for Five pour quintette de cuivres
- Joseph Turrin, Soundscapes pour quintette de cuivres[124]
- Joseph Turrin, Solarium pour quatuor de cuivres et piano[125]
- Joseph Turrin, Sketches pour quintette de cuivres
- Vladimir Ussachevsky, Anniversary Variations (Variations d'anniversaire)
- Vladimir Ussachevsky, Dialogues et contrastes pour quintette de cuivres et bande.
- Davide Verotta, 4 Movements for Brass (4 mouvements pour cuivres)
- George Walker, Music for Brass (Sacred and Profane)[126]
- Dan Welcher, Brass Quintet[127]
- Charles Whittenberg, Triptych[128]
- Alec Wilder, Jazz Suite pour quintette de cuivres[129]
- Natalie Williams, Land of Ages : fanfare for brass quintet[130].
- Charles Wuorinen, Brass Quintet[131]
- Norman Yamada, Mundane Dissatisfactions
- Carolyn Yarnell, Slade
- John Zorn, Pulcinella
- Ramon Zupko, Masques pour quintette de cuivres et piano